# Gran Premi de Suïssa del 1951
Resultats del Gran Premi de Suïssa de Fórmula 1 de la temporada 1951, disputat al circuit de Bremgarten, prop de Berna el 27 de maig del 1951.

## Resultats
| Pos | No | Pilot                 | Equip                | Voltes | Temps/ Retirada   | Pos. de sortida | Punts |
| --- | -- | --------------------- | -------------------- | ------ | ----------------- | --------------- | ----- |
| 1   | 24 | Juan Manuel Fangio    | Alfa Romeo           | 42     | 2h 07' 53. 64     | 1               | 9     |
| 2   | 44 | Piero Taruffi         | Ferrari              | 42     | + 55.24 s         | 6               | 6     |
| 3   | 22 | Nino Farina           | Alfa Romeo           | 42     | + 1' 19.31 min.   | 2               | 4     |
| 4   | 28 | Consalvo Sanesi       | Alfa Romeo           | 41     | + 1 Volta         | 4               | 3     |
| 5   | 26 | Toulo de Graffenried  | Alfa Romeo           | 40     | + 2 Voltes        | 5               | 2     |
| 6   | 20 | Alberto Ascari        | Ferrari              | 40     | + 2 Voltes        | 7               |       |
| 7   | 30 | Louis Chiron          | Maserati             | 40     | + 2 Voltes        | 19              |       |
| 8   | 14 | Stirling Moss         | HWM - Alta           | 40     | + 2 Voltes        | 14              |       |
| 9   | 8  | Louis Rosier          | Talbot-Lago - Talbot | 39     | + 3 Voltes        | 8               |       |
| 10  | 4  | Philippe Etancelin    | Talbot-Lago - Talbot | 39     | + 3 Voltes        | 12              |       |
| 11  | 38 | Rudi Fischer          | Ferrari              | 39     | + 3 Voltes        | 10              |       |
| 12  | 32 | Harry Schell          | Maserati             | 38     | + 4 Voltes        | 17              |       |
| 13  | 2  | Johnny Claes          | Talbot-Lago - Talbot | 35     | + 7 Voltes        | 18              |       |
| 14  | 40 | Guy Mairesse          | Talbot-Lago - Talbot | 31     | + 11 Voltes       | 21              |       |
| Ret | 16 | Peter Whitehead       | Ferrari              | 36     | Accident          | 9               |       |
| Ret | 10 | Henri Louveau         | Talbot-Lago - Talbot | 30     | Accident          | 11              |       |
| Ret | 12 | George Abecassis      | HWM-Alta             | 23     | Part Magnètica    | 20              |       |
| Ret | 6  | Yves Giraud Cabantous | Talbot-Lago - Talbot | 14     | Encesa            | 15              |       |
| Ret | 18 | Luigi Villoresi       | Ferrari              | 12     | Accident          | 3               |       |
| Ret | 42 | Jose Froilan Gonzalez | Talbot-Lago - Talbot | 10     | Bomba d'oli       | 13              |       |
| Ret | 52 | Peter Hirt            | Veritas              | 0      | Alim. combustible | 16              |       |

## Altres
- Pole: Juan Manuel Fangio 2' 35. 9

- Volta ràpida: Juan Manuel Fangio 2' 51. 1 (a la volta 33)